# Anliegenmanagement
Unter Anliegenmanagement werden onlinegestützte Softwaresysteme verstanden, mit denen Anliegen, Hinweise und Wünsche von Nutzern öffentlicher Dienste ortsbezogen und öffentlich sichtbar eingereicht und vom Anbieter zumeist in gleicher Weise beantwortet werden. Anliegenmanagement wird als E-Government bzw. Open-Government-Angebot vor allem von der öffentlichen Hand zur Optimierung der eigenen Dienstleistungen und Effizienzsteigerung eingesetzt.

## Funktionsweise
Nutzer einer Dienstleistung können per Anliegenmanagement öffentlich Hinweise zur Qualität bzw. zu Mängeln des Angebots geben, wobei die Nutzereingabe in aller Regel verbindlich mit einer Ortsangabe verknüpft werden. Der Dienstanbieter kümmert sich um das entsprechende Anliegen und gibt – ebenfalls öffentlich – über das Anliegenmanagement Rückmeldung, ob und wann der Mangel behoben wird. Das zentrale Unterscheidungsmerkmal des Anliegenmanagements zu herkömmlichen Methoden des privatwirtschaftlichen Kundendienstes (bspw. Beschwerdemanagement) ist dabei die Öffentlichkeit der Eingabe und der Rückmeldung, sowie deren Ortsbezogenheit. Ein typischer Anwendungsfall wäre eine Stadtverwaltung, die auf diesem Weg Hinweise zu Mängeln der städtischen Dienstleistungen (bspw. Gehwegsschäden, wilde Müllkippen, ausgefallene Straßenlaternen) sammelt.
Der Vorteil für die Nutzer eines Anliegenmanagement besteht darin, dass diese sich über einen niedrigschwelligen Zugang an einem zentralen Ort mit ihrem Anliegen äußern können, ohne zuerst die jeweils zuständige Stelle des Dienstleisters recherchieren zu müssen. Die öffentliche Sichtbarkeit des Anliegens schafft zudem einen gewissen Druck auf den Anbieter sich des Hinweises tatsächlich anzunehmen. Der Serviceanbieter wiederum profitiert von einer Effizienzsteigerung seiner Dienste, da Aufwände für die Recherche von Mängeln (bspw. Kontrollfahrten zur Identifizierung defekter Straßenlaternen) teilweise von den Nutzern übernommen werden (Crowdsourcing) und dadurch entfallen oder zumindest deutlich vermindert werden können. Zugleich wird die Zahl der an den Serviceanbieter herangetragenen Anliegen reduziert, da Mehrfachmeldungen durch die Öffentlichkeit der Anliegen vermieden werden können.

## Entstehung, Umsetzung und Verbreitung
Das erste in großem Umfang eingesetzte System zum Anliegenmanagement war das von der zivilgesellschaftlichen Organisation mySociety im Februar 2007 in Großbritannien gestartete FixMyStreet. Bis heute (Stand: Mai 2014) wurden dort ca. 450.000 Anliegen eingespeist und bearbeitet. Aufgrund des großen Erfolgs wurden auf FixMyStreet basierende Angebote später in einigen weiteren Staaten eingeführt (Brasilien, Neuseeland, Südkorea), wobei jedoch die Nutzungsakzeptanz sehr unterschiedlich ist.
Auch in Deutschland entstanden in der Folge eine Reihe ähnlicher Angebote, die auch direkt von den Kommunen betrieben werden. So setzt das Land Brandenburg seit September 2009 das Angebot Maerker.Brandenburg ein, an dem sich mittlerweile (Stand: Februar 2012) 38 Kommunen in Brandenburg beteiligten. Aufgrund eines Kooperationsabkommens wird das Angebot ab 2012 schrittweise auf Berlin erweitert, wobei Lichtenberg als Pilotbezirk als erster das Angebot übernahm. Der Landkreis Osnabrück führte 2010 das OpenSource-Programm Mark-a-Spot ein. Zunächst ebenfalls zur Identifizierung von Missständen im Landkreis eingesetzt, dient es seit 2011 als Möglichkeit zur Kenntlichmachung von Sehenswürdigkeiten und besonderen Orten im Landkreis. Im September 2011 startete die Stadt Friedrichshafen in Kooperation mit dem Projekt T-City das Angebot Sag's doch, das im Mai 2014 in Kooperation mit der wer denkt was GmbH um einige innovative Funktionen, wie die Abstimmung über besonders relevante Themen sowie die Integration in das Servicecenter 115 erweitert wurde. Eine weitere Besonderheit stellt die Integration als gemeinsamer Dienst des Landkreises Bodenseekreis und der Stadt Friedrichshafen dar. In Dormagen wurde 2011 der Mängelmelder Dormagen eingeführt. Anfang 2013 startete in Ingelheim das so genannte Bürger-Echo, das über das Melden von Mängeln im Stadtbild hinaus die Bürger insbesondere dazu anregen soll, Ideen zur Stadtentwicklung einzureichen. Eine Auszeichnung als Best-Practice-Beispiel und als eines der besten Systeme in Nordrhein-Westfalen erhielt der Anliegenmanagementdienst GE-Meldet der Stadt Gelsenkirchen im Rahmen des GRÜNE Online-Check 2014.
Die Stadt Bonn hat 2013 ein Anliegenmanagement eingeführt mit Open311-Schnittstelle auf der Basis der offenen Software Mark-a-Spot (Drupal). Die Stadt Gießen folgte auf dem gleichen System Anfang 2014. In Rostock wird die Software Klarschiff ebenfalls mit dem System  betrieben. Die Stadt Bad Orb hat 2014 ein System eingeführt, dass von Bürgern und Mitarbeitern der Verwaltung gleichermaßen verwendet wird und das über eine Schnittstelle Meldungen direkt in die eingesetzte Kontrollsoftware übergibt.
Das in Österreich entwickelte Anliegen Management Tool wird in bereits über 80 Gemeinden in Tirol, Vorarlberg, Oberösterreich, Salzburg,
Baden‐Württemberg, Bayern, Sachsen-Anhalt und Nordrhein‐Westfalen zur Kommunikation zwischen Stadtverwaltung und Bürgern genutzt.
Als kommerzielle Variante ist die App von seeklickfix anzusehen, da hier Kommunen die App gegen Geld nutzen können.